# Roman Starzyński

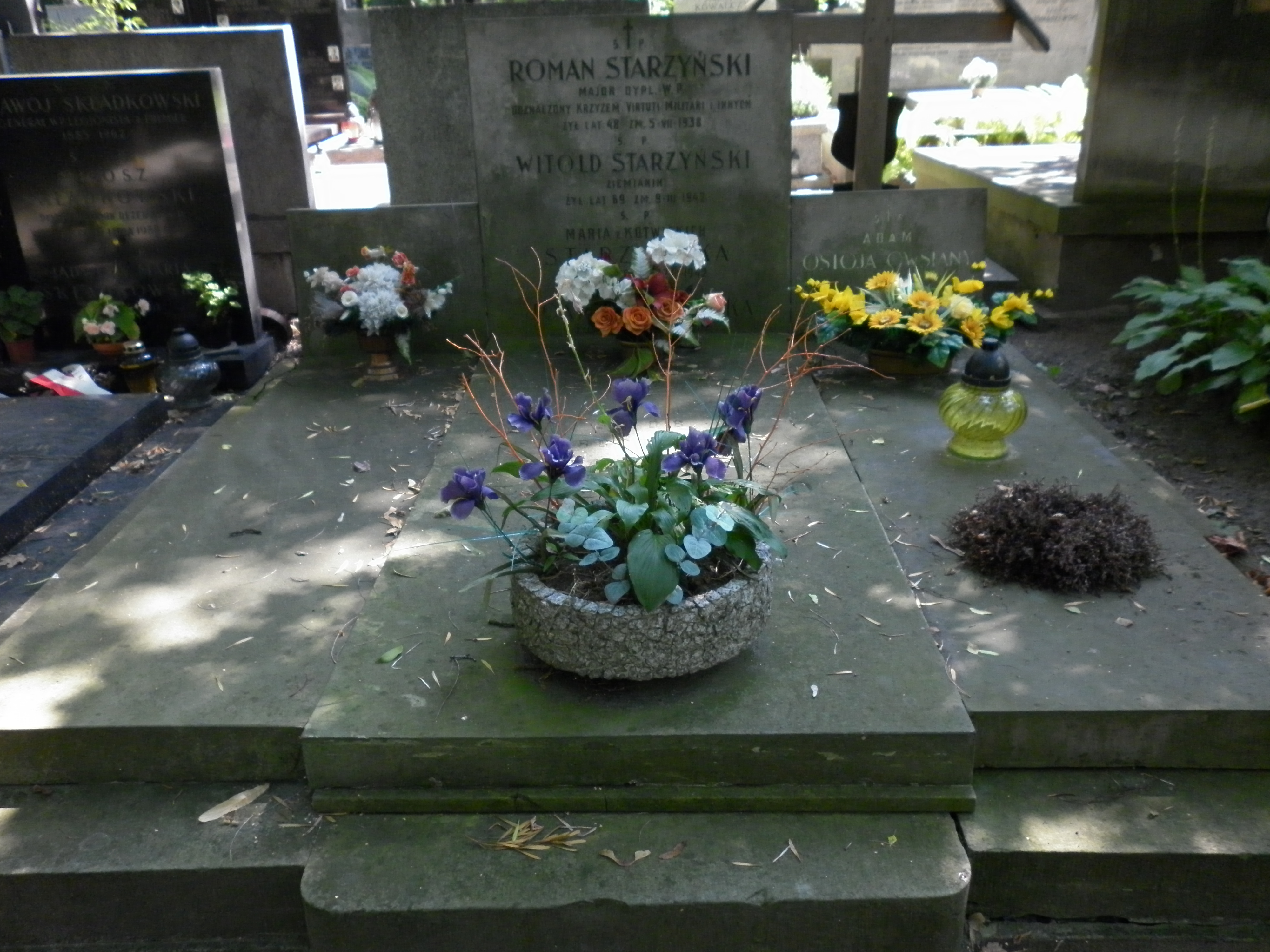
Grób Romana Starzyńskiego na Powązkach

Roman Leon Starzyński (ur. 11 kwietnia 1890 w Warszawie, zm. 5 lipca 1938 tamże) – major dyplomowany piechoty Wojska Polskiego, działacz niepodległościowy, kawaler Orderu Virtuti Militari.

## Życiorys
Był synem Alfonsa Karola i Jadwigi z Lipskich oraz starszym bratem Mieczysława i Stefana. W 1896 roku wraz z rodziną przeniósł się do Łowicza i zamieszkał w kamienicy przy ul. Zduńskiej 34. Razem z braćmi uczęszczał do tamtejszej szkoły realnej i w 1905 roku wziął udział w strajku szkolnym za co został relegowany. W 1908 ukończył gimnazjum polskie w Warszawie. Studiował polonistykę, romanistykę i historię na Uniwersytecie Jagiellońskim, na którym został absolwentem Wydziału Filozoficznego w 1913. Obronił pracę doktorską na temat „Stosunek Niemcewicza do historii narodowej”. Był założycielem i działaczem Związku Młodzieży Niepodległościowej (Filarecja). Żonaty ze stryjeczną siostrą Haliną ze Starzyńskich, z którą miał syna Krzysztofa.
W 1914 roku razem z braćmi zgłosił się na ochotnika do I Brygady Legionów Polskich. Został oficerem 5 pułku piechoty w składzie I Brygady i III Brygady. W 1917 roku po kryzysie przysięgowym internowany został w Forcie Beniaminów.
2 stycznia 1920 roku razem z Mieczysławem rozpoczął studia w Wojennej Szkole Sztabu Generalnego. W połowie kwietnia 1920 roku skierowany został na front celem odbycia praktyki sztabowej. W okresie od stycznia do września 1921 roku kontynuował naukę w Wyższej Szkole Wojennej. Po ukończeniu nauki otrzymał tytuł oficera Sztabu Generalnego i przydział do Oddziału I Sztabu Generalnego. Z dniem 15 stycznia 1925 roku został przeniesiony do 36 pułku piechoty Legii Akademickiej w Warszawie na stanowisko dowódcy batalionu. W tym samym roku został przydzielony do Oddziału IV Sztabu Generalnego. W 1928 roku pełnił służbę w Biurze Ogólno Organizacyjnym Ministerstwa Spraw Wojskowych. Z dniem 31 października 1929 roku został przeniesiony w stan nieczynny. Z dniem 31 lipca 1930 roku przeniesiony został w stan spoczynku. W 1934 roku w stopniu majora ze starszeństwem z dniem 1 lipca 1923 i 40. lokatą na liście starszeństwa oficerów stanu spoczynku piechoty pozostawał na ewidencji Powiatowej Komendy Uzupełnień Warszawa Miasto III z przydziałem mobilizacyjnym do Oficerskiej Kadry Okręgowej Nr I.
W październiku 1929 roku został dyrektorem Polskiej Agencji Telegraficznej. W lipcu 1933 roku dyrektorem Gabinetu Ministra Poczty i Telegrafów, a potem dyrektorem naczelnym Spółki Akcyjnej Polskie Radio. Równocześnie, w latach 1936–1938 był przewodniczącym Komisji Budżetowej Międzynarodowej Unii Radiofonicznej. W 1935 był prezesem Zarządu Głównego Pocztowego Przysposobienia Wojskowego.
W 1937 roku wydał swoje wspomnienia z okresu legionowego Cztery lata wojny w służbie Komendanta. Przeżycia wojenne 1914–1918.
Zmarł 5 lipca 1938. Bezpośrednią przyczyną był atak serca. Został pochowany na Cmentarzu Powązkowskim w Warszawie (kwatera 139-6-18,19). W kondukcie pogrzebowym uczestniczył m.in. gen Kazimierz Jędrzej Sawicki-Sawa (niósł trumnę).

## Awanse
- chorąży – 5 maja 1915
- podporucznik – 1 listopada 1916
- porucznik
- kapitan
- major – 31 marca 1924 ze starszeństwem z dniem 1 lipca 1923 i 105. lokatą w korpusie oficerów zawodowych piechoty (brat Mieczysław awansował z lokatą 115.)

## Ordery i odznaczenia
- Krzyż Srebrny Orderu Wojskowego Virtuti Militari nr 6648 – 17 maja 1922[17][18]
- Krzyż Niepodległości (12 marca 1931)[19][20]
- Krzyż Oficerski Orderu Odrodzenia Polski (11 listopada 1937)[21]
- Krzyż Kawalerski Orderu Odrodzenia Polski (10 listopada 1928)[22]
- Krzyż Walecznych (dwukrotnie)[1][2]
- Złoty Krzyż Zasługi (9 listopada 1931)[23]
- Medal Pamiątkowy za Wojnę 1918–1921[1][2]
- Medal Dziesięciolecia Odzyskanej Niepodległości[1][2]
- Złota Odznaka Honorowa Ligi Obrony Powietrznej i Przeciwgazowej I stopnia[24]
- Odznaka „Za wierną służbę”[2]
- Wielki Oficer Orderu św. Sawy (Jugosławia)[1][2]
- Komandor Orderu Nilu (Egipt)[1][2]